# تولوس
بلدية تولوس (بالإسبانية: Tollos)‏, هي بلدية تقع في مقاطعة لقنت. جنوب شرق إسبانيا. يبلغ عدد سكانها 43 نسمة.